# 卡斯塔尼奥莱蒙费拉托
卡斯塔尼奥莱蒙费拉托（義大利語：Castagnole Monferrato），是意大利阿斯蒂省的一个市镇。总面积17.26平方公里，人口1283人，人口密度74.3人/平方公里（2009年）。ISTAT代码为005023。